# Casa de Piedra (La Paz)
Casa de Piedra es una localidad perteneciente al departamento La Paz, ubicado en la provincia de Catamarca, Argentina. Se encuentra en la intersección de la ruta nacional 79 y la ruta nacional 60.

## Geografía

### Población
Cuenta con 251 habitantes (INDEC, 2010), lo que representa un incremento del 46 % frente a los 172 habitantes registrados en el censo anterior (INDEC, 2001).
| Gráfica de evolución demográfica de Casa de Piedra entre 1991 y 2010 |
|                                                                      |
| Fuente: Censos nacionales del INDEC                                  |

### Sismicidad
La sismicidad de la región de Catamarca es frecuente y de intensidad baja, con períodos de silencio sísmico en los que pueden ocurrir terremotos de magnitud media a grave cada 30 años en áreas aleatorias.

#### Eventos sísmicos registrados
- 21 de marzo de 1892 (132 años), a la 1:45 UTC-3, con una magnitud de 6,0 en la escala de Richter. Como en muchas localidades sísmicas, la historia de eventos pasados tiende a ser olvidada (terremoto de Recreo de 1892).
- 21 de octubre de 1966 (58 años), a las 12:39 UTC-3, con una magnitud de 5,0 en la escala de Richter.
- 3 de noviembre de 1973 (51 años), a las 14:17 UTC-3, con una magnitud de 5,8 en la escala de Richter. Además de los efectos físicos del sismo, la población había perdido memoria de la recurrencia de estos eventos.
- 7 de septiembre de 2004 (20 años), a las 8:53 UTC-3, con una magnitud aproximada de 6,5 en la escala de Richter (terremoto de Catamarca de 2004).[1]